# Homeworld 2
Homeworld 2 – komputerowa strategiczna gra czasu rzeczywistego, wyprodukowana przez Relic Entertainment i wydana w 2003 przez Sierra Entertainment na platformy OS X i Microsoft Windows. Jest to sequel gry Homeworld z 1999.
Od 2013 roku właścicielem marki Homeworld jest studio Gearbox Software, które pracuje nad odświeżonymi wersjami gier Homeworld i Homeworld 2, w produkcji znajduje się także trzecia część o nazwie Homeworld: Shipbreakers tworzona przez Blackbird Interactive.

## Rozgrywka
Rozgrywka Homeworld 2 opiera się na tzw. jednostkach zasobów (RU), zdobywanych poprzez wydobycie lub przejmowanie fragmentów zniszczonych okrętów. RU używane są do konstrukcji nowych jednostek jak i badań. Flota, którą kieruje gracz opiera się na Statku Matce, którego zniszczenie jest równoznaczne z natychmiastową przegraną. Okręt ten posiada znaczne zdolności produkcyjne i badawcze.
Ze względu na brak poziomów trudności gra posiada dynamiczne możliwości adaptacyjne. Na siły i poziom przeciwnika wpływa skład floty gracza z końcem poprzedniej misji. Homeworld 2, idąc wzorem Homeworld: Cataclysm, wprowadza ograniczenia na maksymalną liczbę jednostek.
Celami misji w trybie gry jednoosobowej może być zniszczenie bądź przechwycenie kluczowego dla przeciwnika obiektu, czy jednostki, ochrona celu w określonym czasie lub przechwycenie wrogiego okrętu. Najczęstszym rodzajem misji są jednak te, w których do zwycięstwa wymagane jest zniszczenie wszystkich jednostek.

## Historia
Homeworld 2 kontynuuje historię walki Hiigaran pod wodzą Karan S'jet.
Podczas wydarzeń oryginalnej gry, Kushan odkryli na nowo swoje pochodzenie i po wyczerpującej wędrówce w gigantycznym Statku Matce odzyskali ojczystą planetę – Hiigarę. Wrak, który stał u początku ich podróży Khar-Toba zawierał nie tylko Kamień Przewodni, wskazujący drogę na rodzimy świat Kushan, ale również i jeden z Trzech Rdzeni Hiperprzestrzeni. Rdzenie, z których drugi był w posiadaniu Hiigaran, zostały pozostawione przez rasę Przodków dały możliwość podróży hiperprzestrzennych. Pierwszy z Rdzeni przypadł rasie Bentusi: handlarzom, którzy wsparli Kushan w ich drodze do domu. Ostatni został odnaleziony przez Lorda Vaygr imieniem Makaan, a później użyty w celu podbicia większości znanej galaktyki. Historia Homeworld 2 rozpoczyna się wraz z atakiem sił Vaygr na placówki Hiigaran oraz próbą podbicia ich ojczystej planety. Bentusi określili fakt znalezienia ostatniego z Rdzeni jako rozpoczęcie „Czasów Końca”, podczas których zbudzony ma zostać potężny Sajuuk – „tego, którego ręka uczyniła wszystko, co jest”.
Akcja gry rozpoczyna się wraz z oddaniem do użytku nowego Statku Matki nazwanego Dumą Hiigary, podobnym w kształcie do oryginalnego i dowodzonego przez Karan S'jet, tak jak w oryginalnej grze. Okręt zostaje zaatakowany przez siły Vaygr podczas ostatniego etapu konstrukcji, ale udaje mu się uciec. Bentusi informują Hiigaran, że Ci muszą odnaleźć pozostawione przez przodków Wrota Balcory i że znajduje się za nimi coś, co może powstrzymać Vaygr lub poprowadzić ich do ostatecznego zwycięstwa. Makaan, znając tę przepowiednię, kieruje swoje wysiłki ku Wrotom. Kulminacyjna misja ma miejsce po ich drugiej stronie, gdzie Hiigaranie i Vaygrowie odnajdują większy nawet od Statku Matki okręt Przodków: Sajuuka. Po zwycięstwie nad Makaanem Hiigaranie łączą wszystkie Trzy Rdzenie poprzez umieszczenie ich w statku Przodków i wykorzystując ich moc uwalniają swoją ojczystą planetę od zagrożenia ze strony Vaygr. Na końcu gry Trzy Rdzenie odsłaniają swoją największą tajemnicę, okazując się kluczem do rozpościerającej się po całej galaktyce sieci bram hiperprzestrzennych. Daje to początek nowej erze pokoju dla wszystkich ras w galaktyce.

## Rasy
W Homeworld 2 gracz styka się z 4 rasami: Hiigaranami, Vaygrami, Bentusi i Przodkami. Inne rasy znane z poprzednich części Homeworld zostały zniszczone lub zasymilowane przez Vaygrów (Imperium Taiidańskie, Republika Taiidańska, Jeźdźcy Turanic).

## Zmiany w stosunku do pierwszej części
W stosunku do oryginalnego Homeworlda rozgrywka w znacznym stopniu została zmieniona lub zmodernizowana m.in. poprzez:
- zmniejszenie rafinerii i zbieraczy zasobów
- możliwość zbierania fragmentów zniszczonych większych statków
- zmianę charakteru infiltracji i przejmowania jednostek
- możliwość poruszania się Statku Matki przy użyciu silników manewrowych
- pojawienie się stoczni i zmianę charakteru lotniskowców
- produkowanie kanonierek i myśliwców są w postaci eskadr, a nie, jak poprzednio, pojedynczych jednostek.
- kampanię można prowadzić tylko rasą Kushan (Hiigaran) a nie jak w poprzedniej części, obiema stronami konfliktu (mimo niezmiennej fabuły).
- jednostki Vaygr i Hiigaran różnią się od siebie nie tylko wyglądem, ale i zdolnościami bojowymi.

## Język programowania
Homeworld 2 używa języka programowania SCAR (Scripting At Relic) oraz Lua. Ten pierwszy został stworzony, by tryby gry w Homeworld 2 mogły w odpowiedni sposób działać (np. zbliżanie i oddalanie kamery, tworzenie obcych statków, przejście do nowego poziomu itp.). Ten drugi stanowi furtkę dla programowania dla fanów Homeworld. Można edytować pliki danych misji (te zapisane są w formacie LUA). Daje to praktycznie nieograniczoną liczbę zmian od tła po jednostki.

## Kontynuacja gry
Do września 2007 roku możliwość powstania kontynuacji serii Homeworld była bardzo niska ze względu na nieporozumienia pomiędzy właścicielem praw autorskich do gry koncernem Vivendi (właścicielem Sierra Entertainment), a producentem Homeworld Relic Entertainment. Na początku na forum RelicNews, a następnie w amerykańskich magazynach „PC Gamer” oraz „Game Informer” pojawiła się informacja o sprzedaży praw autorskich do serii wydawcy gier komputerowych THQ, właścicielowi studia Relic. Pogłoski zostały oficjalnie potwierdzone przez THQ na łamach serwisu Eurogamer, przy zaznaczeniu, że obecnie nie są planowane prace nad kontynuacją serii.
Jednakże już w listopadzie 2008 ponownie serwis Eurogamer donosił, że Relic rozważa pracę nad Homeworld 3. Najsilniejszym dowodem na to ma być wypowiedź Głównego Managera Relic, Tarnie Williamsa wskazująca na "trzy lub cztery" tytuły, które mają się pojawić w najbliższej przyszłości.
W grudniu 2012 wydawca THQ – dotychczasowy właściciel praw do marki Homeworld – ogłosił bankructwo, a wszystkie posiadane prawa do tytułów gier wkrótce miały trafić na aukcję. Nieco wcześniej studio Relic Entertainment uległo podziałowi – duża część zespołu odpowiedzialnego za pierwsze części Homeworlda założyła własne studio, Blackbird Interactive. Rozpoczęli oni pracę nad debiutancką grą z gatunku RTS zatytułowaną Hardware: Shipbreakers, która miała nawiązywać do serii Homeworld. Miała to być początkowo gra typu „free-to-play”, jednak w maju 2015 roku prawa do marki Homeworld zostały nabyte przez studio Gearbox Software. Złożyło ono propozycję, aby studio Blackbird Interactive zajęło się tworzeniem nowego tytułu pod szyldem Gearbox Software.
Tym samym gra Hardware: Shipbreakers została przemianowana na Homeworld: Shipbreakers, a tuż przed premierą na Homeworld: Deserts of Kharak. Zrezygnowano z modelu „free-to-play”. Pod względem fabularnym tytuł stał się prequelem do pierwszej części z 1999 roku. Premiera odbyła się 20 stycznia 2016 roku.